# 392
392（三百九十二、さんびゃくきゅうじゅうに）は自然数、また整数において、391の次で393の前の数である。

## 性質
- 392は合成数であり、約数は 1, 2, 4, 7, 8, 14, 28, 49, 56, 98, 196, 392 である。
  - 約数の和は855。
    - 94番目の過剰数である。1つ前は390、次は396。
    - 約数の和が奇数になる33番目の数である。1つ前は361、次は400。
- 103番目のハーシャッド数である。1つ前は378、次は396。
  - 14を基としたとき2番目のハーシャッド数である。1つ前は266、次は518。
- 約数の和が392になる数は2個ある。(156, 291) 約数の和2個で表せる30番目の数である。1つ前は390、次は399。
- 各位の和が14になる26番目の数である。1つ前は383、次は419。
- 392 = 23 × 72
  - 2つの異なる素因数の積で p3 × q2 の形で表せる4番目の数である。1つ前は200、次は500。(オンライン整数列大辞典の数列 A143610)
    - 5番目のアキレス数である。1つ前は288、次は432。

  - 392 = 72 × 8
    - n = 7 のときの n2(n + 1) の値とみたとき1つ前は252、次は576。(オンライン整数列大辞典の数列 A011379)
    - n = 7 のときの 8n2 の値とみたとき1つ前は288、次は512。(オンライン整数列大辞典の数列 A139098)

  - 392 = 2 × 142
    - n = 14 のときの 2n2 の値とみたとき1つ前は338、次は450。(オンライン整数列大辞典の数列 A001105)
- 392 = 22 + 82 + 182 = 62 + 102 + 162
  - 3つの平方数の和2通りで表せる97番目の数である。1つ前は385、次は394。(オンライン整数列大辞典の数列 A025322)
  - 異なる3つの平方数の和2通りで表せる77番目の数である。1つ前は385、次は393。(オンライン整数列大辞典の数列 A025340)
- 392 = 28 × 14
  - 完全数28の倍数である。1つ前は364、次は420。(オンライン整数列大辞典の数列 A135628)
- 392 = 212 − 49
  - n = 21 のときの n2 − 49 の値とみたとき1つ前は351、次は435。(オンライン整数列大辞典の数列 A098848)

## その他 392 に関連すること
- 392は、E96系列の標準数。
- ISO 3166-1（JIS X 0304 国名コード）の392は、日本。
- スカパー!のCh392は、SPEEDチャンネル。
- 『392 〜mikuni shimokawa BEST SELECTION〜』は下川みくにのアルバム。
- パターソン (USS Patterson, DD-392) は、アメリカ海軍の駆逐艦。
- メリル (USS Merrill, DE-392) は、アメリカ海軍の護衛駆逐艦。
- スターレット (USS Sterlet, SS-392) は、アメリカ海軍の潜水艦。